# Diario assolutamente sincero di un indiano part-time
Diario assolutamente sincero di un indiano part-time (The Absolutely True Diary of a Part-Time Indian) è un romanzo per ragazzi scritto da Sherman Alexie.
Il libro è una semi autobiografia umoristica che ha vinto nel 2007 il National Book Award per la letteratura per ragazzi

## Trama
Junior Arnold Spirit, indiano della riserva di Wellpinit, decide di andare a studiare alla vicina cittadina di bianchi di Reardan, su consiglio del suo professore di matematica. Alla nuova scuola non verrà bene accolto, ma le sue qualità lo renderanno via via sempre più popolare: Arnold (così si fa chiamare all'infuori della riserva) è infatti un ragazzo dalla vivace intelligenza ed un altrettanto bravo giocatore di pallacanestro.
Tuttavia l'anno scolastico che porta molte soddisfazioni al ragazzo, è funestato da lutti e disgrazie: la vita nella riserva è infatti scandita da costanti morti legate all'alcolismo e alle difficoltà economiche che vivono tutte le famiglie indiane.
Sarà proprio l'audace decisione di Junior, pronto a lasciare l'ambiente marcio e senza speranza della riserva, a spezzare l'atmosfera di rinuncia e miseria del posto.

## Personaggi
- Junior Spirit: affetto fin dalla nascita da idrocefalo e colpito da alcuni difetti di pronuncia, ha sempre avuto una bassa stima di sé, anche perché deriso da tutti i compagni della riserva. Si accorgerà di rinascere proprio quando disposto ad avventurarsi fra i bianchi di Reardan, fra i quali adotta il solo nome di "Arnold". Dotato di un discreto talento di vignettista, si distingue per la capacità di tiratore a pallacanestro.
- Mary "Se ne scappa" Spirit: sorella maggiore di Junior. Vive nello scantinato di casa da quando ha terminato brillantemente le superiori. Un modello di riferimento per il fratello, decide di sposarsi ed andare a vivere in Montana, dove spera di coltivare il proprio sogno segreto: diventare una famosa scrittrice di romanzi rosa.
- Papà Spirit: padre di junior ed alcolizzato cronico. Pronto a sostenere il figlio in ogni sua scelta.
- Mamma Spirit: madre di Junior. Molto protettiva verso il figlio a causa dell'idrocefalo e delle sue condizioni fisiche anomale, è tuttavia molto combattiva e risoluta, al punto da renderla vero pilastro della famiglia.
- Nonna Spirit: ammirata dal nipote per la grande tolleranza, Nonna Spirit è stimata nella riserva per la sua cerchia di conoscenze sterminata e la sua assidua partecipazione ai powwow.
- Stizza: migliore amico di Junior. Ragazzo violento e rabbioso, cresciuto da un padre alcolista e manesco; l'unico che rispetta e protegge è proprio Junior. La loro forte amicizia lo renderà ancora più astioso nei confronti dell'amico quando questi inizierà a studiare a Reardan.
- Penelope: la più attraente fra le ragazze del primo anno alla scuola di Reardan. La sua popolarità a scuola e la sua estroversione nascondono in realtà una personalità fragile ed emotiva che trova sfogo solo con celati attacchi bulimici
- Professor P.: il vecchio professore di matematica della riserva. Incita Junior ad andare a studiare fuori da Wellpinit perché riconosce nel ragazzo le stesse potenzialità che aveva scorto nella sorella Mary.
- Roger "il Gigante": il bullo della scuola e campione sportivo. Inizialmente tormento di Junior, diventa poi uno dei sostenitori più accaniti dell'indiano quando questi dimostrerà d'avere il coraggio di sfidarlo, anche di fronte a tutta la sua cricca di "duri"
- Gordy: la mente più brillante della scuola di Reardan. Gordy si atteggia da vero "secchione", sfoggiando un linguaggio ricercato, un'aria saccente e alienandosi completamente dagli altri ragazzi. Nonostante la sua chiusura nei confronti degli altri studenti, riesce a divenire amico di junior, cui trasmetterà l'amore per i libri.
- Eugene: amico stretto della famiglia Spirit. Un tempo famoso nei dintorni per essere stato un grande giocatore di pallacanestro, il cui talento però non è mai stato sfruttato. Sostenitore di Junior in ogni sua scelta, rimane alla fine ucciso in un litigio tra ubriachi con un suo amico.

## Edizioni
- Sherman Alexie, Diario assolutamente sincero di un indiano part-time, illustrazioni di Ellen Forney, traduzione di Giulia De Biase, Milano, Rizzoli, 2008,  p. 243, ISBN 9788817026178.